# 10 de Abril, Morelos
10 de Abril är en ort i Mexiko.   Den ligger i kommunen Zacatepec och delstaten Morelos, i den sydöstra delen av landet, 90 km söder om huvudstaden Mexico City. 10 de Abril ligger 946 meter över havet och antalet invånare är 202.
Terrängen runt 10 de Abril är platt västerut, men österut är den kuperad. Runt 10 de Abril är det tätbefolkat, med 319 invånare per kvadratkilometer. Närmaste större samhälle är Zacatepec, 3,2 km öster om 10 de Abril. I omgivningarna runt 10 de Abril växer huvudsakligen savannskog.